# Quatuors à cordes de Carter
Elliott Carter a écrit cinq quatuors à cordes.
Il existe deux autres quatuors de jeunesse, datant de 1935 et de 1937, que Carter a désavoués par la suite.

## Quatuorno1
Il a été écrit en 1951 lors d'une retraite qu'a faite le musicien dans le désert de l'Arizona. Il s'agit de la plus longue œuvre de Carter et ne correspond à aucune commande, le compositeur croyant même que la partition en soit trop complexe pour être jouée. Il a été créé par le Walden Quartet le 26 février 1953 au théâtre McMillan de l'université Columbia de New York. Il est récompensé par le premier prix du concours international de quatuors de Liège de la même année.
Il se compose de quatre parties et son exécution demande environ 40 minutes. L'œuvre est jouée d'affilée, les seules ruptures étant au milieu du second mouvement et au début du dernier mouvement.
- Fantasia – Maestoso
- Allegro scorrevole
- Adagio
- Variations

## Quatuorno2
Il a été écrit en 1959 sur une commande du Stanley String Quartet qui décline l'œuvre, la jugeant trop difficile. Il a été créé par le quatuor Juilliard le 25 mars 1960. Il a reçu un très bon accueil de la part de la critique et s'est vu décerner le Prix Pulitzer cette même année.

## Quatuorno3
Il a été achevé en 1971 et dédié au quatuor Juilliard, permettant au compositeur de recevoir une nouvelle fois le prix Pulitzer. Sa structure repose sur la séparation des quatre instrumentistes en deux groupes indépendants (premier violon – violoncelle et second violon-alto).

## Quatuorno4
Il a été écrit en 1985-1986 à New York et dédié au Composers String Quartet, qui l'a créé le 17 septembre 1986 à Miami.

## Quatuorno5
Il a été écrit en 1995 sur une commande du quatuor Arditti, qui l'a créé le 19 septembre de cette même année à Anvers en Belgique. Il comporte douze parties, jouées sans interruption. Son exécution demande environ 20 minutes.
- Introduction
- Giocoso
- Interlude I
- Lento espressivo
- Interlude II
- Presto scorrevole
- Interlude III
- Allegro energico
- Interlude IV
- Adagio sereno
- Interlude V
- Capriccioso